# Orjachowo

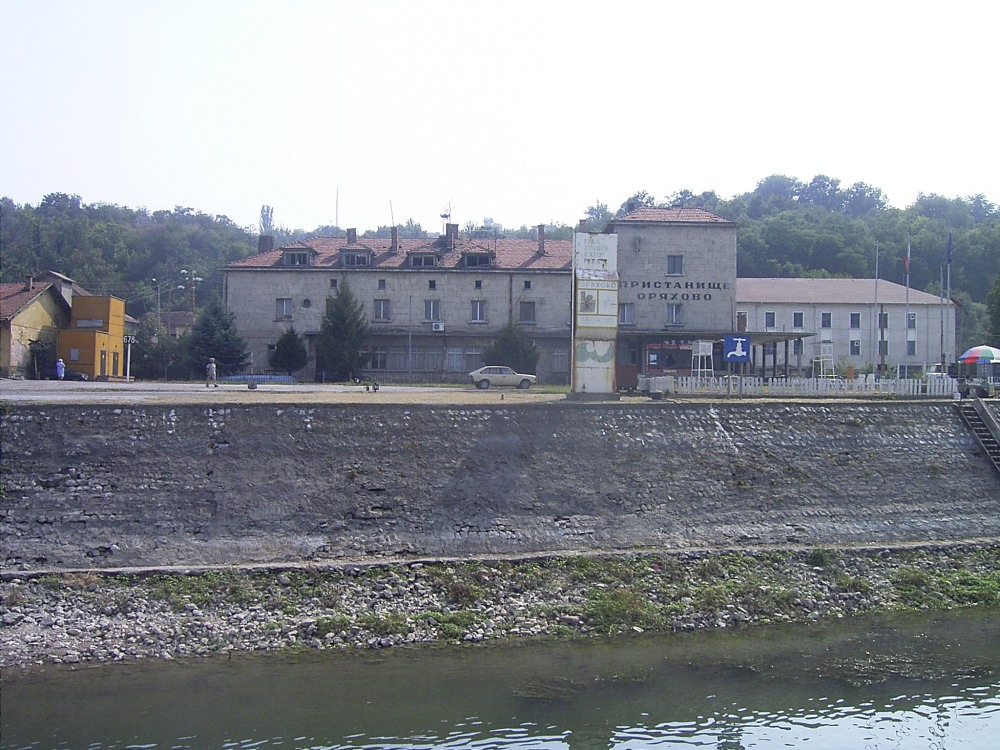
Die Hafenbehörde von Orjachowo

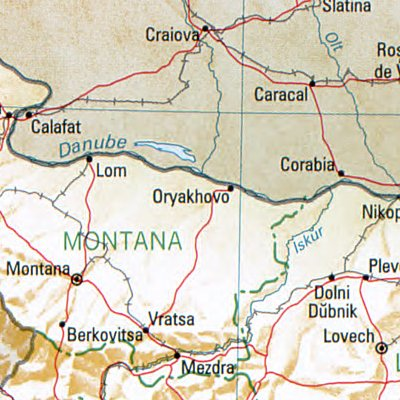
Orjachowo – Bulgarien – Nachbarorte: Lom, Montana, Berkowiza, Wraza, Mesdra, Lowetsch, Dolni Dabnik, Corabia, Caracal

Orjachowo [oˈrjaxovo] (bulgarisch. Оряхово) ist eine Stadt in Nordwestbulgarien, in der Oblast Wraza, am rechten Ufer der Donau in der westlichen Donauebene.
Orjachowo gehört eher zu den kleineren Städten des Landes, ist aber ein Grenzrevisionspunkt für die Donau-Schifffahrt.
Die Stadt liegt am Donauradweg, einem internationalen Fernradweg.

## Gemeinde
Orjachowo ist das administrative Zentrum der gleichnamigen Gemeinde Orjachowo. Die Gemeinde besteht aus sieben Siedlungen: Orjachowo, Selanowizi, Ostrow, Leskowez, Gorni Wadin, Galowo und Dolni Wadin und erstreckt sich über eine Fläche von 329 km².
Sie liegt im nordöstlichen Teil der Oblast Wraza und grenzt im Süden an die Gemeinden Bjala und Knescha, im Osten an die Gemeinde Dolna Mitropolja, im Westen und Südwesten an die Gemeinde Misija und im Norden an die Donau.

## Geschichte
Im Laufe der Zeit hatte die Stadt verschiedene Namen: Warchow (bulg. Върхов), Oresow (Орезов), Oreow (Ореов), Rachowo (Рахово) und ab 1886 Orjachowo.
Archäologische Grabungen haben Siedlungen aus allen historischen Epochen zutage gefördert – vom frühen Neolithikum bis zum späten Mittelalter. Aus der Thrakerzeit wurden spätmykenische Bronzeschwerter und eine Pferderüstung gefunden.
Die Blütezeit während der Herrschaft des Römischen Reiches über diese Region wird belegt durch die Überreste der antiken Festung Wariana (Variana ??) in der Nähe des Dorfes Leskowez und der Festung Waleriana (Valeriana ??) in der Nähe des Dorfes Dolni Wadin, am Donauufer unterhalb von Ostrow. Hier verlief die wichtige Römerstraße von Belgrad nach Konstantinopel, die „Via Singiduno usque ad Constantinopolim per ripam Danubii“. Einen Kilometer östlich der Stadt liegt die mittelalterliche Festung Kamaka (bulg. Камъка; deutsch: der Stein), die im 9. Jahrhundert n. Chr. gebaut wurde. Hier zogen die Heere von zwei Kreuzzügen vorbei, die von den ungarischen Königen Sigismund (1396) und Wladislaw Jagelo (1444) angeführt wurden. Heute sieht man von der Festung nur noch einen rechteckigen, zweistöckigen Turm aus der Zeit des Zweiten Bulgarischen Reiches. Von hier hat man einen weiten Panoramablick über die Donau.
Die Stadt hat ein archäologisches und ein ethnografisches Museum.

## Persönlichkeiten
- Nikolai Gergow (* 1978), bulgarischer Ringer
- Kosta Lultschew (1881–1965), letzter Vorsitzender der Bulgarischen Sozialdemokratischen Arbeiterpartei bis 1948
- Todor Paniza (1879–1925), bulgarisch-mazedonischer Revolutionär
- Hakkı Tunaboylu (1895–1958), türkischer General
- Aleksandar Zankow (1879–1959), faschistischer bulgarischer Ministerpräsident